# Gare de Culmont - Chalindrey
Gare de Culmont - Chalindrey vasútállomás Franciaországban, Chalindrey településen.

## Vasútvonalak
Az állomást az alábbi vasútvonalak érintik:
- Párizs–Mulhouse-vasútvonal
- Culmont-Chalindrey–Toul-vasútvonal
- Is-sur-Tille-Culmont-Chalindrey-vasútvonal

## Kapcsolódó állomások
A vasútállomáshoz az alábbi állomások vannak a legközelebb:
- Gare de Langres
- Gare d’Is-sur-Tille
- Gare de Merrey
- Gare de Vesoul
- Gare de Neufchâteau